# سباق الدراجات للسيدات (أولمبياد صيف 2008)

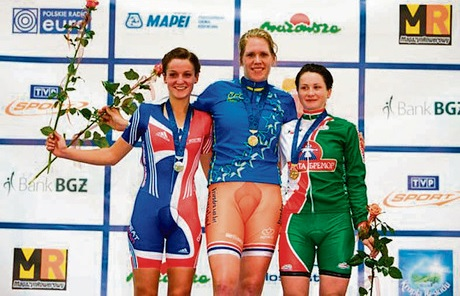

اُقيمَ في العاشر من سبتمبر لعام 2008 سباق الدراجات للسيدات في أولمبياد بكين صيف 2008، حيث شاركت 66 متسابقة رياضية من حوالي 33 دولة حول العالم. وهذه هي المرة السابعة في تاريخ الأولمبياد التي تُقام فيها، ويعتبر هذا السباق الأطول على الإطلاق من بين السباقات التي أقيمت في البطولة، وأقيمت المسابقة في ميدان الدرجات، ويبلغ إجمالي الجزء الأول من الطريق حوالي 102.6 كم، بالإضافة إلى اللفة الثانية والأخيرة والتي تبلغ حوالي 23.8 كم، وكانت المسافة الإجمالية للسيدات في الدورة الأولمبية حوالي 126.4 كم، إلا أنها لم تصل إلى نصف مسافة سباق الرجال. بالإضافة إلى هطول المطر الذي تسبب في إزعاج المتسابقات خلال المنافسة، وفازت في المباراة النهائية لاعبة بريطانيا نيكول كوك، وحصلت على الميدالية الذهبية، هذا وقد حصلت المملكة المتحدة على 200 ميدالية خلال تاريخها في الألعاب الأولمبية. وخلال المنافسة حصلت السويدية إيما جوهانسون على المركز الثاني وأخذت الميدالية الفضية، بينما حصلت الإيطالية تياتنا جيدارزو على المركز الثالث وأخذت الميدالية البرونزية. وكان من المقرر أن تشارك الإسبانية ماريا إيزابيل مورينو إلا أنها غادرت بكين في 31 يوليو.
وقد أعلنت اللجنة الأولمبية الدولية يوم 11 من أغسطس أن نتائج كشف -مورينو إرثروبويتين - إيجابية، وتعتبر حالة مورينو إرثروبويتين الحالة الأولى في دورة الألعاب الأولمبية لتعاطي المخدرات غير المشروعة. ويسمح بالمشاركة في هذا الحدث لحوالي 66 متسابق إلا أن هذه المرة كان العدد أقل مقارنة بمسابقة 2004.

## المؤهلات
تميز سباق الدراجات السابع للسيدات  في الألعاب الأولمبية الصيفية 2008. واتخذ الاتحاد الدولي للدراجات عدة قرارات في الأول من يونيو لعام 2008، من أهمها أنه يمكن للستة عشر دولة الأعلى مرتبة إرسال 3 متسابقين، أما الدول في المرتبة 17 إلى 24 فيمكنها إرسال اثنين من المتسابقين. هذا وقبل الحادي والثلاثين من مايو لعام 2008 شريطة ألا يتمانع مع قائمة أكبر مائة متسابق، واتخذ من الدول في المرتبة من 17 إلى 24 عكسا متسابقا بشرط أن يكون هؤلاء المتسابقين مؤهلين من خلال الاتحاد الدولي للدراجات، ويوجد ثلاثة أماكن متاحة من فئة B في بطولة العالم لشركات النفط الوطنية التي لم تتأهل من خلال الاتحاد الدولي للدراجات، والأماكن هي جذر صن فالي، تشينغهاي وساي ساني. ولكن يوجد فقط جذر صن فالي التي يمكن اختيارها لوفد كوريا المشارك. ويشارك في هده المنافسة حوالى 67 لاعب، إلا أنه في الخامس من يونيو استحق 66 لاعبًا التأهل.  ورغم أنه كان بإمكان الصين وأستراليا أن يرسلوا ثلاثة من الإدخالات إلا أنهم أرسلوا اثنين من الدراجين. هذا ويوجد ثلاثة أماكن في العالم منهم اثنان في جنوب أفريقيا ونيوزيلندا، أما آخر الأماكن فقدم في شكل دعوة مباشرة إلى موريشيوس. من بين 76 لاعبة شاركت 66 لاعبة بسبب أن المتسابقة الإسبانية ماريا إيزابيل غادرت بكين باكرًا بعد سقوطها في اختبار المخدرات.

## التحضيرات
فى دورة الألعاب الأولمبية بألمانيا لعام 2004 حصلت اللاعبة جوديث أرندت على الميدالية الفضية. حيث حصلت أرندت مؤخرا على كأس العالم للدرجات للمرأة في مونتريال، وقالت إنها كانت فرصة جيدة جدا وخصوصا قبل انطلاق دورة الألعاب الأولمبية بأشهر قليلة. ويشمل أيضا قى سباق الدراجات اللاعبات الأكثر منافسة وهي الأعبه الهولندية ماريان فوس،
أما بالنسبة للرياضية نيكول كوك فقد تم مقارنتها مع الخمسة الأوائل لعام 2004، بالإضافة إلى المتسابقة الإيطالية نويمي كانتور بيتس، وحامله اللقب الأسترالية سارة كاريجان، بما في ذلك كووك ورث ولاعبات جيديات. وبالتأكيد فإن الفرنسية جيني لونغو والبالغة من العمر 49 عاما سمحوا لها بالمشاركة في المسابقة وقد فازت بالميدالية الذهبية في دورة الألعاب الأولمبية لعام 1996 في أتلانتا وأولمبيات بكين أصبحت المحطة السابعة لها.
يرى العديد من الدراجين أن هذه المنافسة سوف تكون على صفيح ساخن. على سبيل المثال قامت ماريان فوس بالتدريب في السلفادور استعدادا للبطولة. ويتوقع الدراجين أيضا أن يواجه مسابقة بكين العديد من مشاكل التلوث الخطيرة. ولكن هذا لا يبدو مؤثرا على نتائج سباق الرجال.
وعلى الرغم من أنه في العاشر من أغسطس تجاوزت معايير السلامة ف بكين طبقا لمنظمة الصحة العالمية، ولكن سقوط الأمطار يحد من تركيز الضباب.
وفي سباق الرجال الذي أجري في اليوم السابق من سباق السيدات أثرت الرطوبة والحرارة على عدد كبير من الرياضين. وعوضا عن هذا الطقس الحار اختارت بعض الأعبات بعدم ارتداء تيشرت أثناء السباق ولكن على غير المتوقع كانت ظروف الطقس أكثر بروده وخاصة في منطقة سور الصين العظيم حيث بلغت درجه الحرارة 19 درجة سيليزية بدلا من 26 درجة سيليزية.هذا مما جعل ظروف السباق على غير المتوقع حيث كانت العواصف الرملية والامطار والرياح القوية باستمرار اثناء السباق
وقام بعض الدراجين الأخرين مثل كاثرين بيتس (التي لم تكمل) بارتداء المبرد، وقامت أيضا بعمل مخزنه لحزم بعض الجليد أثناء السباق مما أدى إلى عدم استكمالها السباق.

## الدورات

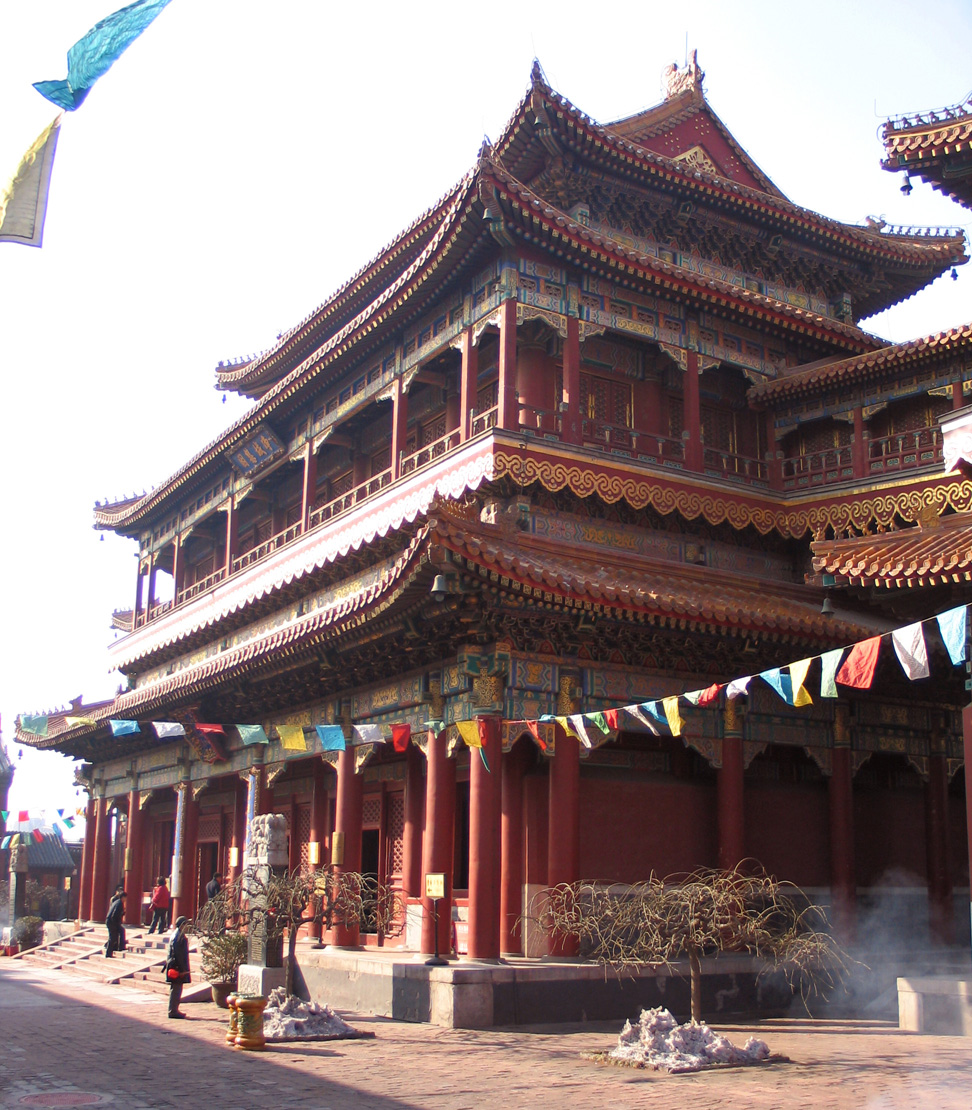
معبد يونج

أقيم هذا السباق على الطريق الحضاري (إحدى الطرق التسعة المؤقتة في بكين) الذي يبلغ حوالى 102.6 كيلومتر (63.8 ميل).وبمقارنة للسباقات الأولمبية السابقة كانت بداية هذا السباق ونهايته ليست في نفس المكان. استغرق السباق المبكر الذي أقيم في وسط بكين وبعد ما يقرب من 78.8 كيلومتر (49.0 ميل)وصل المتسابقات إلى بادالينغ من سور الصين العظيم، في حين بدأت حلقتين من على بعد23.8 كم، من بادالينغ وزاد التدرج في هذه المرحلة. وذاد التدريج هذه المرة، وبهذا اكتسبت بادالينغ 338.2 متر في الإرتفاع 12.4 كم من بداية الدائرة إلى أعلى نقطة، بما في ذلك السلالم التي كانت مدرجة بنحو 10%. وهناك عدد من المتسابقات استقل أكتر من مسطح غير صحيح قبل العد التنازلي للطريق السربع نحو ممر جو يانج. وكان اجمالى المباراة النهائية حوالى 350.0 متر مع ارتفاع معتدل.ولضمان حدوث النهائى بشكل أكثر إيثاره يجب تجمع عدد من الدراجين في نهاية السباق.
وفي الإجمالي كان مسافة سباق السيدات 126.4 كم أقل من نصف سباق الرجال.
كانت البداية من يونغدينمن، والتي تعد من بقايا سور المدينة القديم في بكين، وهي أيضا جزء من منطقة تشونغون في شمال بكين. ومر السباق بثامنى مناطق هي: تشونغون، شوانوو، دونغتشنغ، شيتشنغ، تشاويانغ، هايديان، تشانغبينغ، ويانتشينغ. مرورا بمعالم أثرية مثل معبد السماء، قاعة الشعب الكبرى، وميدان تيان ان من، ومعبد لاما، وأجزاء من سور الصين العظيم. وأظهرت دورة الألعاب الأولمبية عام 2008 بملامح المعماريه، بمافى ذلك ملعب بكين الوطني ومركز السباحة الوطني بكين (المعروف بالعامية باسم عش الطائر ومكعب الماء). إنتهاء بممر جويونج في تشانغبينغ.وقد وصفت مشهد الدورة من خلال الغارديان بأنه «باذخ بصريا» وبسبب اللوائح الأمنية التي وضعت من قبل منظمي دورة الألعاب الاولمبية، لم يسمح لمشجع أن يقف على جانب الطريق طول المسار. وإحتج العديد من الشخصيات الدراجية البارزة ضد هذا القرار، بما في ذلك رئيس الاتحاد الدولي للدراجات بات ماكويد واثنين من الدراجين الأسترالين، ستيوارت اوجريدي وكاديل إيفانز، الذي شارك في سباق الرجال.شعرت ماكويد واوجريدي أن غياب الناس على طول مجرى السباق حرم السباق الحالى جو سباقات الدراجات الأخرى، وقالت أنهم لم يأخذوا رغبات انصارهم بمشاهدة المباراة عن قرب بعين الاعتبار. وكان رد فعل جمعية الدراجين الأسترالين إلى نداء المتسابقين، بتخفيف الإجراءات الأمنية بالتجاهل التام لهذا النداء.

## السباق

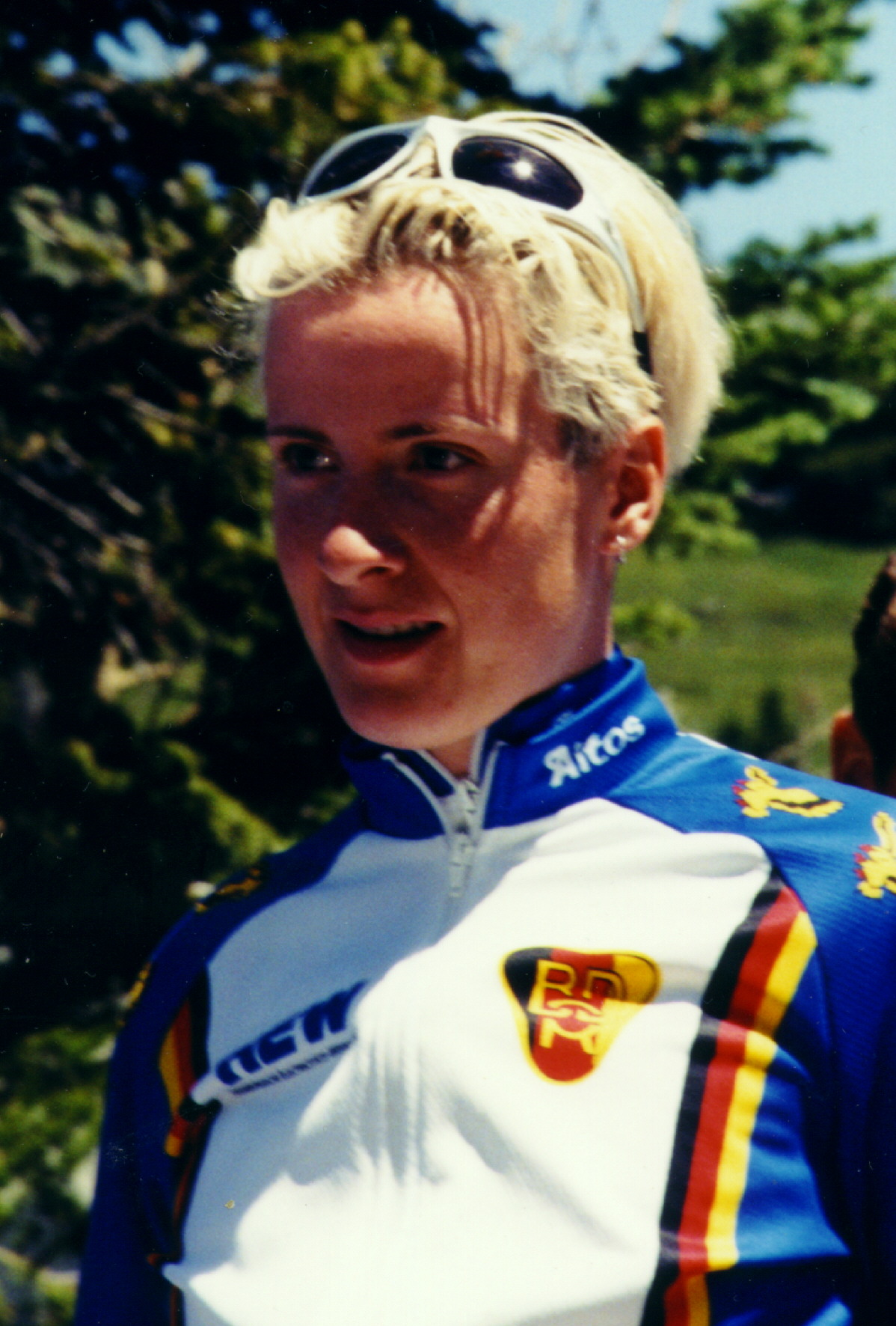
جوديث أرندت - واحدة من المتسابقات الأوائل

بدأ السباق في تمام الساعة 14:00 بتوقيت الصين وكان من المقرر أن تستمر حتى 17:30. ولكن الطقس البارد الذي كان على غير المعتاد، كانت الطرق جافة في بداية، وغيم الجو في منتصف الطريق وهطلت الأمطار خلال السباق مما جعل الظروف صعبه لاستكمال السباق.
وشهد السباق بعض الحوادث التي تسبب في اهدار وقت الدراجات، ففقدت قو صن جيون (كوريا الجنوبية) السيطرة على دراجتها ومعها بعض الدراجات الأخريات، وسقطت في نهاية المطاف إلى خندق ملموس على جانب الطريق السريع. وأيضا ناتاليا بيروكاسيا (روسيا) التي كانت تقدمت بفارق 59 ثانية، والتي وقفت عند قمة بادالينغ لاختيار أي طريق تسلكة في التقاطع السيء الملحوظ للطرق.
قادت لاعبة الولايات المتحدة كريستين ثوربورن المنافسة التي وصلت قبل الحلقة النهائيه ب 23.8 كيلومتر في 34 ثانية، أما الإيطالية إيما بولى وتاتيانا ركب بعيدا عن مركز الصعود في حين بورسكايا كانت على بعد 22كم بينما كان المنتخب الألماني حظى بخطى ثابتة اشتعلت بعد فترة وجيزة وهاجم الألمانى جديرزو قبل نهاية السباق 13 كم.وسرعان ماإنضم إلى المنافسة كريستيان سويدر من النمسا والسويدية إيما جوهانسون والبريطانية نيكول كوك والدنماركية وليندا فيلومسين في 7 كم المتبقية قبل نهاية السباق.
واكتسب المتسابقين 16 ثانية على الوقت الاساسى. ولم تكن الهولدنية ماريان فوس إحدى رائدات السابقات السابقة ضمن المجموعة الرائدة، وكانت قد ترددت قبل أن تقود مطارده مع جوديث أرندت. هذا وقد بدأت كوك الجولة الخامسة من المنحى النهائي خارج المنافسة، ولكنها جاءت حول دراجين أخرين في مسافة 200 متر، منافسة على الميدالية الذهبية بفارق واضح. جاء يوهانسون في المركز الثاني وحصل على الميدالية الفضية. بينما حصلت جودرزو على الميدالية البرونزية والمركز الثالث.هذا وقد وصلت فوس إلى خط النهاية بفارق 21 ثانية عن الفائز.
وكان في وقت لاحق اكتشف أن كوك كانت تستخدم إطارات خفيفة لا تتناسب مع ظروف الأمطار، لذلك فهي لم تحتفظ بقوة السباق السابق. وصرح مدير الفريق جوليان وين نحن قلقون أن أحدا يأتي في المقدمة، لذلك قلت لها أن تحافظ على اليسار وأنا أيضا على ثقة أنها سوف تلحق ب الركب لاحقا. وأن كوك سوف تفوز، هذا وقد كانت وضعت خطة هي وفريقها لاستكمال المسافة كلها.

## المنشطات
قبل المباراة يوم واحد، أعلن المتحدث باسم اللجنة الأولمبية الدولية أن المتسابقة الأسبانية ماريا ايزابيل مورينو لم تجتاز اختبار المخدرات، والتي تعد الحالة الأولى الإيجابية لاختبار المخدرات في دورة الألعاب الأولمبية. هذا وقد وصل في الحادي والثلاثين من يوليو عينة بول إلى بكين، وجاءت نتيجة الاختبارات إيجابية لالإريثروبويتين.مما أدى إلى تجريد اللجنة الأولمبية لها من التأهل، ثم تالها الاتحاد الدولي للدرجات مؤكدا لهذا القرار. وصرحت مورينو أنها لم تكن على استعداد لمغادرة القرية الأولمبية.

## نتائج السباق
تأهل 66 متسابقة، وكثير منهن لم يكن من المتوقع استكمال المسابقة كلها، فقط ركبوا من أجل مساعدة زملائهم زوى اللياقة، حتى يتمكنوا من السباق بشكل أفضل وفي وضع جيد.